# François Faliński
François Faliński, né en 1815 en Pologne et mort le 1er mars 1887 à Paris, est un artiste peintre polonais.

## Biographie
François Faliński est le fils de Jean Faliński et de Catherine Graboska.
Il expose au Salon de 1845 à 1849. 
Il meurt célibataire à Paris à l'âge de 72 ans.
Il est confondu avec le peintre Etienne (Stefan) Faliński.